# Витдюн
Витдюн (нем. Wittdün) — община в Германии, в земле Шлезвиг-Гольштейн на острове Амрум.
Входит в состав района Северная Фрисландия. Подчиняется управлению Фёр-Амрум. Население составляет 714 человек (на 31 декабря 2010 года). Занимает площадь 2,6 км².
Официальным языком в населённом пункте, помимо немецкого, является севернофризский.

## Примечания

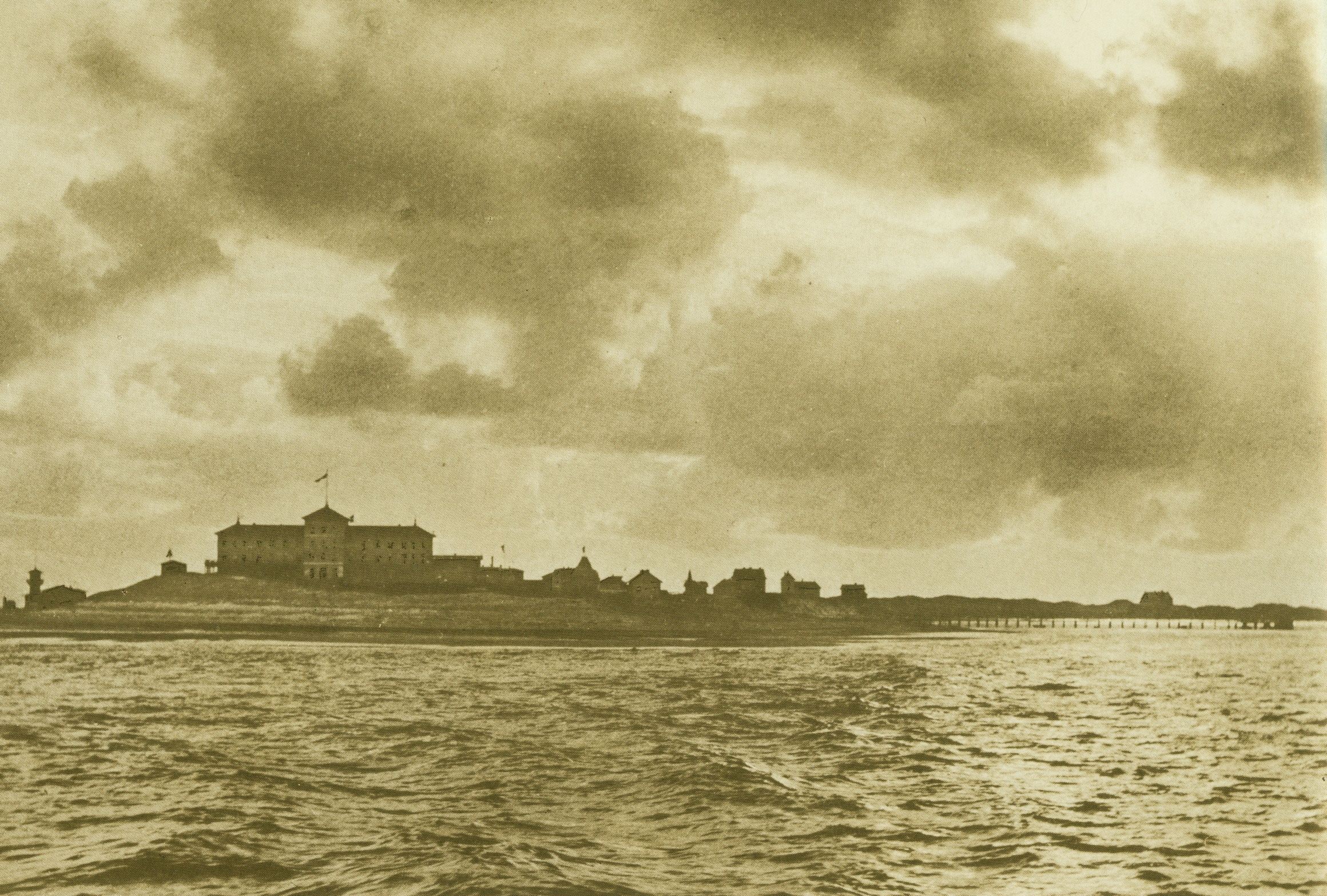
Витдюн

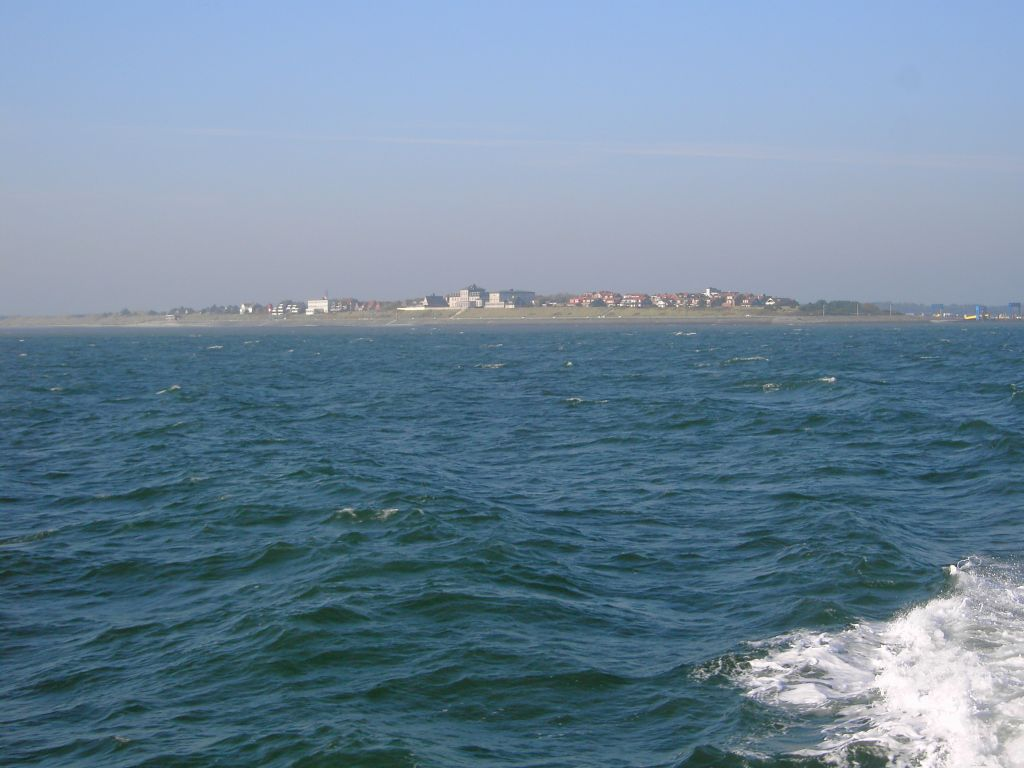
Витдюн